# Sympherobius perparvus
Sympherobius perparvus är en insektsart som först beskrevs av Robert McLachlan 1869.
Sympherobius perparvus ingår i släktet Sympherobius och familjen florsländor. Inga underarter finns listade i Catalogue of Life.